# Erich Westphal
Erich Westphal (geboren 1934; gestorben 3. August 2009) war ein deutscher Hochschullehrer für Lernbehindertenpädagogik.

## Leben
Erich Westphal studierte in Köln an der Abteilung für Heilpädagogik der Pädagogischen Hochschule Rheinland in Köln und arbeitete zunächst als Lehrer und Schulleiter. 1965 studierte er Psychologie an der Universität zu Köln mit dem Schwerpunkt der Psychologischen Morphologie Wilhelm Salbers. 1972 promovierte er bei ihm mit dem Thema Um das Fach »Sachkunde« in einer Sonderschule für Lernbehinderte zentrierte Wirkungseinheiten seelischen Geschehens und begann seine Hochschullehre als Akademischer Rat an der Abteilung für Heilpädagogik. 1975 wurde er als erster Lehrstuhlinhaber an den neu gegründeten Studiengang Sonderpädagogik der Carl von Ossietzky Universität Oldenburg berufen. Er war maßgeblich am Aufbau dieses Studiengangs beteiligt und etablierte das Konzept einer „lebensproblemzentrierten Pädagogik“.
1999 etablierte er ein Projekt zur pädagogischen Rehabilitation von Menschen nach einem Schlaganfall mit dem Rehabilitationszentrum Oldenburg und gründete mit der Arbeitsstelle „Sensomotorik und Pädagogische Rehabilitation“ einen neuen Schwerpunkt am Institut für Sonderpädagogik der Universität.

## Veröffentlichungen (Auswahl)
- Um das Fach »Sachkunde« in einer Sonderschule für Lernbehinderte zentrierte Wirkungseinheiten seelischen Geschehens. Dissertation Köln 1972.
- … Die Wissenschaft (wieder) menschlich machen – Vorlesungen zur Pädagogik als Wissenschaft. BIS Verlag Oldenburg 1984.
- Verstehen und Entwickeln: Auf dem Wege zu einer pädagogischen Tätigkeits-Verfassung. BIS Verlag, Oldenburg 1989.
- Unterricht und Leben: zur Theorie und Praxis lebensproblemzentrierter Unterrichtsgestaltung. Zentrum für Pädagogische Berufspraxis, 1990.
- mit W. Wittrock: Therapie der Beziehungen. Die Arbeit im Ambulatorium für (sonder-)pädagogische Entwicklungsförderung. In: Einblicke. Wissenschaft und Forschung an der Carl von Ossietzky Universität Oldenburg. Nr. 15, Oldenburg 1992.
- Bewegen als Lebensweise – Metamorphosen eines Prototyps. In: Dirk Blothner, Norbert Endres (Hrsg.): entschieden psychologisch. Festschrift für Wilhelm Salber. Bouvier Verlag, Bonn 1993, S. 168–176.